# بعد مرجعي
البعد المرجعي هو بُعد يُستخدم في مجال الرسم الهندسي للمعلومات فقط. وتُقدم الأبعاد المرجعية لعدة أسباب وغالبًا ما تكون استكمالاً لمجموعة أخرى من الأبعاد المعرفة في مواضع أخرى (على سبيل المثال، في الرسم أو الوثائق المتعلقة الأخرى). ويمكن أيضًا استخدام هذه الأبعاد لتسهيل تحديد أحد الأبعاد الفردية المحدد في موضع آخر (على سبيل المثال، في ورقة رسم مختلفة).
ولا يُقصد من الأبعاد المرجعية استخدامها لتحديد الحالة الهندسية لجسم ما بشكل مباشر. ولا تعمل الأبعاد المرجعية عادة على التحكم في العمليات الصناعية (مثل الآلات) بأي شكل من الأشكال، وبالتالي فإنها لا تتضمن عادة تحمل بُعدي (على الرغم من إمكانية توفير التحمل إذا أعتُبر أن هذه المعلومات مفيدة). وبناءً على ذلك، فإن الأبعاد المرجعية لا تخضع أيضًا للفحص القياسي في ظل الظروف العادية.
وقبل استخدام برامج التصميم بمساعدة الحاسوب (تصميم بمساعدة الحاسوب)، كان يُشار بشكل تقليدي إلى الأبعاد المرجعية على أحد الرسومات بالاختصار "REF" الذي يُكتب بجوار البعد (عادة على يمين أو أسفل البعد). ومع ذلك، بمساعدة برامج التصميم بمساعدة الحاسوب الحديثة، تم استبدال الاختصار "REF" (البُعد المرجعي) في كثير من الأحيان باستخدام الأقواس حول البعد. على سبيل المثال، يمكن الإشارة إلى المسافة التي تبلغ 1500 ميلليمتر بـ"(1500 mm)" بدلاً من "1500 mm REF." وعلى الرغم من أن كلاً من هاتين الطريقتين للدلالة على البعد المرجعي مقبولتين ولا تزالان قيد الاستخدام حتى الآن، إلا أنه يشيع على نحو متزايد رؤية استخدام الأقواس بدلاً من اختصار "REF" والسبب في ذلك يعود بشكل رئيس إلى الاستخدام الواسع لبرامج التصميم بمساعدة الحاسوب التي تستفيد من الأقواس كأسلوب الدلالة الافتراضي كلما تم عمل أبعاد مرجعية «تلقائيًا» بواسطة البرنامج.

## وصلات خارجية
- Engineering Drawings for 10 CFR Part 71 Package Approvals, May 1998